# Горњи Жагари
Горњи Жагари (хрв. Gornji Žagari) су насељено место у граду Чабар, Приморско-горанска жупанија, Хрватска.

## Историја
До територијалне реорганизације у Хрватској били су у саставу старе општине Чабар.

## Становништво
На попису становништва из 2011. године, Горњи Жагари су имали 83 становника.
| Број становника према пописима | Број становника према пописима | Број становника према пописима | Број становника према пописима | Број становника према пописима | Број становника према пописима | Број становника према пописима | Број становника према пописима | Број становника према пописима | Број становника према пописима | Број становника према пописима | Број становника према пописима | Број становника према пописима | Број становника према пописима | Број становника према пописима | Број становника према пописима |
| ------------------------------ | ------------------------------ | ------------------------------ | ------------------------------ | ------------------------------ | ------------------------------ | ------------------------------ | ------------------------------ | ------------------------------ | ------------------------------ | ------------------------------ | ------------------------------ | ------------------------------ | ------------------------------ | ------------------------------ | ------------------------------ |
| 1857                           | 1869                           | 1880                           | 1890                           | 1900                           | 1910                           | 1921                           | 1931                           | 1948                           | 1953                           | 1961                           | 1971                           | 1981                           | 1991                           | 2001                           | 2011                           |
| 382                            | 376                            | 307                            | 321                            | 325                            | 336                            | 380                            | 364                            | 400                            | 396                            | 411                            | 349                            | 200                            | 141                            | 104                            | 83                             |

Напомена: Од 1857. до 1910. садржи податке за некадашње насеље Жиковци. Од 1953. исказивано се као насеље. Године 1981. ненасељени део подручја насеља припојен је насељу Чабар.